# Ramones

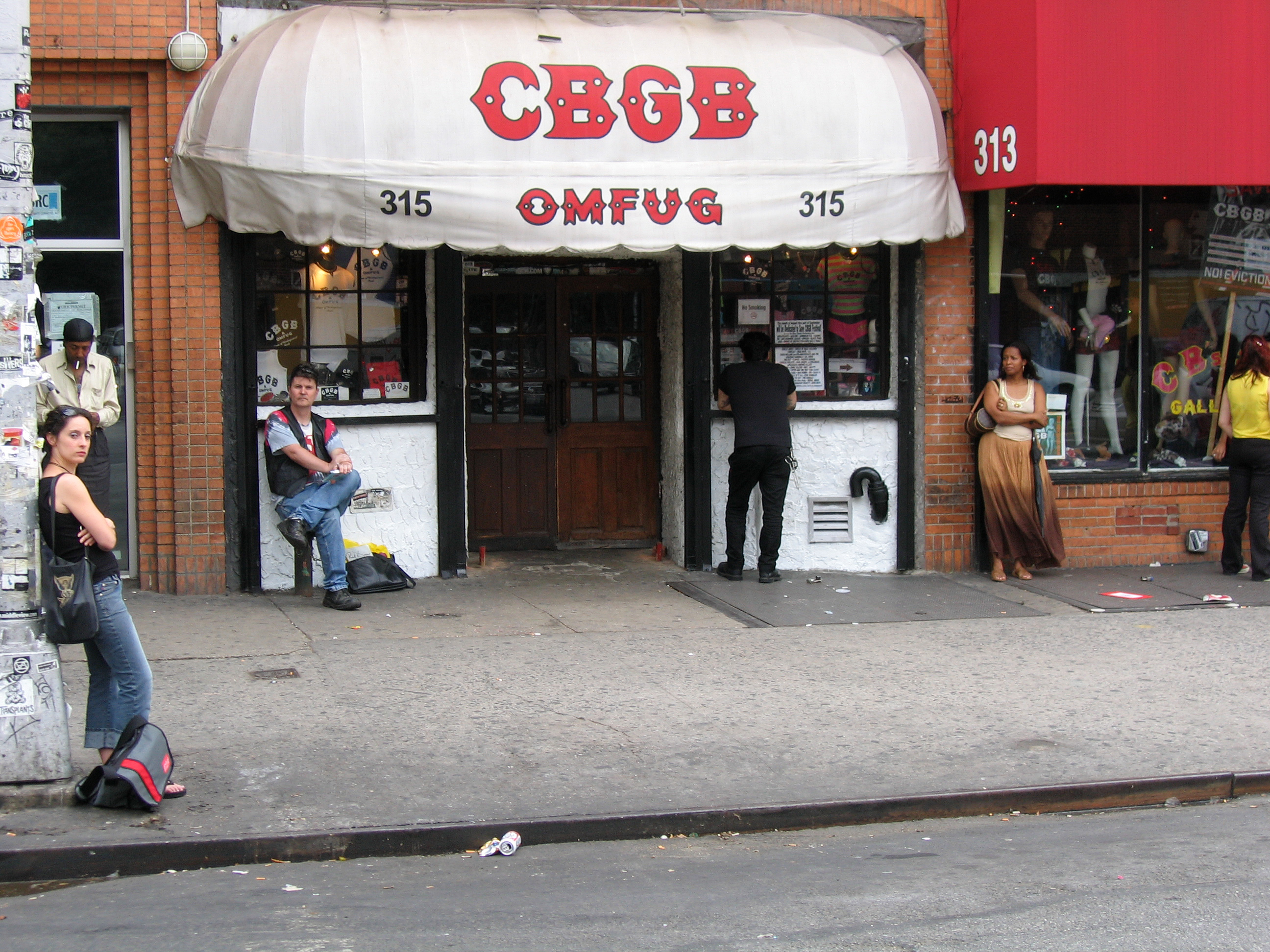
Klubben CBGB i New York där Ramones hade sina första spelningar.

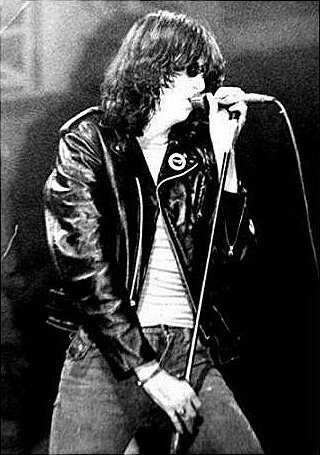
Joey Ramone ca 1980.

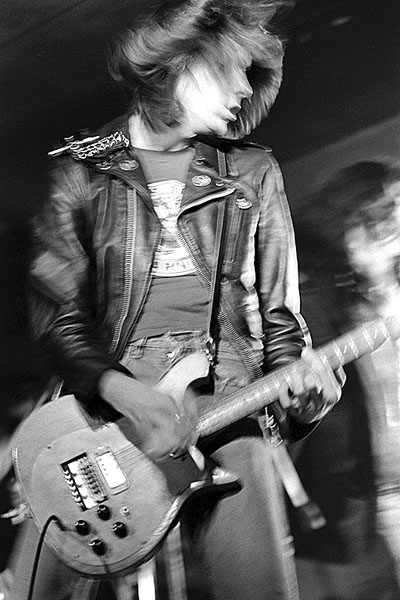
Johnny Ramone 1977.

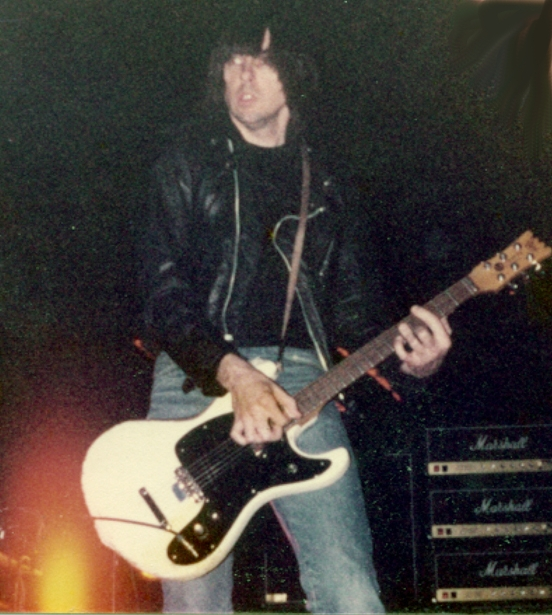
Johnny Ramone 1983.

Ramones var ett punkrockband, bildat i Queens, New York, i mars 1974, och som räknas som ett av de tidigaste amerikanska punkrocksbanden. Alla medlemmar i originaluppsättningen ändrade sitt efternamn till Ramone (inspirerat av ett alias som ibland använts av Paul McCartney för att undvika uppmärksamhet vid resande, Paul Ramon), trots att de inte var bröder, de var inte ens släkt.

## Biografi

### 1975–1980
Ramones skapade ett banbrytande tillbaka-till-grunden-ljud som undvek psykedelisk musik som var vanligt förekommande i 1970-talets rockmusik, och skapade ett nytt rått ljud, inspirerat av 1950- och tidiga 1960-talets rock-n-roll-ljud, fast snabbare och högre. Efter att ha haft spelningar på den legendariska klubben CBGB i Manhattans Bowerydistrikt skrev de skivkontrakt med Sire Records under andra halvan av 1975 och spelade in debutalbumet Ramones.
Trummisen Tommy Ramone ersattes efter den tredje skivan Rocket to Russia av Marc Bell (under namnet Marky Ramone), som tidigare spelat med Richard Hell, eftersom Tommy var utmattad efter två års turnerande. Tommy fortsatte att arbeta med Marky för att försäkra sig om att hans trumljud fortsatte att låta Ramones, han kom även att producera gruppens fjärde studioalbum Road to Ruin och deras åttonde Too Tough to Die. Det var Marky-uppsättningen som kom att spela en huvudroll i Roger Cormans film Rock 'n' Roll High School, som hade premiär 1979.

### 1980–1996
Marky Ramone ersattes, på grund av alkoholproblem, i februari 1983 av Richard Beau (under namnet Richie Ramone) och efter att denna hoppat av i augusti 1987 av Clem Burke (under namnet Elvis Ramone) från Blondie, som spelade med gruppen under två shower. Efter detta tog man återigen in Marky, som nu hade slutat dricka. Dee Dee Ramone lämnade gruppen 1989, efter albumet Brain Drain, och ersattes av Christopher Joseph Ward (C. J. Ramone). På grund av fortlöpande tvister inom bandet och frustration över att inte lyckas sälja skivor splittrades bandet 1996.
Ramones spelade sin sista konsert, av totalt ungefär 2200, den 6 augusti 1996. Konserten, som ägde rum på The Palace i Los Angeles, gästades av bland andra Lemmy Kilmister från Motörhead, Eddie Vedder från Pearl Jam och bandets originalbasist Dee Dee. Konserten finns utgiven på cd och dvd under namnet We're Outta Here. Ramones valdes in i Rock and Roll Hall of Fame 2002 och invigningssceremonin leddes av en mycket rörd Eddie Vedder. 
På deras sista turné i Europa, spelade Ramones den 25 juni 1995 i på Skellefteåfestivalen i Skellefteå.

### Efter Ramones
Trummisen Marky Ramone och basisten CJ har fortsatt sina karriärer i diverse band, dock utan större framgång. CJ, Marky och Dee Dee har uppträtt tillsammans under namnet The Ramainz.
Joey Ramone avled i cancer den 15 april 2001 i New York. Hans soloplatta Don't Worry About Me utgavs postumt 2002. Dee Dee Ramone hittades död i sitt hem i Hollywood den 5 juni 2002 efter en trolig överdos. Johnny Ramone avled i prostatacancer den 15 september 2004. Tommy Ramone avled i gallgångscancer den 11 juli 2014.

## Medlemmar

### Ursprungsmedlemmar
- Joey Ramone (riktigt namn Jeffrey Hyman) (sång) (1951–2001)
- Johnny Ramone (riktigt namn John Cummings) (gitarr) (1948–2004)
- Dee Dee Ramone (riktigt namn Douglas Glen Colvin) (bas) (1951–2002)
- Tommy Ramone (riktigt namn Tommy Erdelyi) (trummor) (1949–2014)[4]

### Senare medlemmar
- Marky Ramone (riktigt namn Marc Bell) (trummor)
- Richie Ramone (riktigt namn Richie Reinhardt) (trummor)
- C. J. Ramone (riktigt namn Christopher Ward) (bas)
- Elvis Ramone (riktigt namn Clem Burke) (trummor)

## Diskografi

### Album
- 1976 – Ramones
- 1977 – Leave Home
- 1977 – Rocket to Russia
- 1978 – Road to Ruin
- 1979 – End of the Century
- 1979 – It's Alive (livealbum)
- 1981 – Pleasant Dreams
- 1983 – Subterranean Jungle
- 1984 – Too Tough to Die
- 1986 – Animal Boy
- 1987 – Halfway to Sanity
- 1988 – Ramones Mania (samlingsalbum 1975-1988)
- 1989 – Brain Drain
- 1991 – Loco Live (livealbum)
- 1992 – Mondo Bizarro
- 1993 – Acid Eaters
- 1995 – ¡Adios Amigos!
- 1997 – We're Outta Here! (livealbum)
- 1999 – Hey Ho! Let's Go: The Anthology (samlingsalbum 1975-1996)
- 2001 – Masters Of Rock
- 2002 – Loud, Fast Ramones: Their Toughest Hits (samlingsalbum 1975-1996)
- 2002 – The Chrysalis Years (samlingsalbum)
- 2005 – Weird Tales of the Ramones (samlingsalbum)
- 2006 – Greatest Hits (samlingsalbum 1976-1989)

### Singlar
| År   | Titel                                                                               | Album                     |
| ---- | ----------------------------------------------------------------------------------- | ------------------------- |
| 1976 | "Blitzkrieg Bop" b/w "Havana Affair"                                                | Ramones                   |
| 1976 | "I Wanna Be Your Boyfriend" b/w "I Don't Wanna Walk Around With You"                | Ramones                   |
| 1977 | "I Remember You" b/w "California Sun"                                               | Leave Home                |
| 1977 | "Swallow My Pride" b/w "Pinhead"                                                    | Leave Home                |
| 1977 | "Sheena is a Punk Rocker" b/w "I Don't Care"                                        | Rocket to Russia          |
| 1977 | "Rockaway Beach" b/w "Locket love                                                   | Rocket to Russia          |
| 1978 | "Do You Wanna Dance?" b/w "Babysitter"                                              | Rocket to Russia          |
| 1978 | "Don't Come Close" b/w "I Don't Want You"                                           | Road to Ruin              |
| 1978 | "Needles and Pins" b/w "I Wanted Everything"                                        | Road to Ruin              |
| 1979 | "She's the One" b/w "I Wanna Be Sedated"                                            | Road to Ruin              |
| 1979 | "Rock 'n' Roll High School" b/w "Rockaway beach/Sheena is a punk rocker"            | Rock 'n' Roll High School |
| 1980 | "Baby, I Love You" b/w "High Risk Insurance"                                        | End of the Century        |
| 1980 | "Do You Remember Rock 'n' Roll Radio?" b/w "I want you around"                      | End of the Century        |
| 1981 | "We Want the Airwaves" b/w "You Sound Like Your Sick"                               | Pleasant Dreams           |
| 1981 | "She's a Sensation" b/w "All's Quiet on the Eastern Front"                          | Pleasant Dreams           |
| 1983 | "Psycho Therapy" b/w "My-My Kind of a Girl"                                         | Subterranean Jungle       |
| 1983 | "Time Has Come Today" b/w "Outsider"                                                | Subterranean Jungle       |
| 1984 | "Howling at the Moon (Sha-La-La)" b/w "Wart hog"                                    | Too Tough to Die          |
| 1985 | "Chasing the Night" b/w "Daytime Dilemma (Dangers of Love)"                         | Too Tough to Die          |
| 1985 | "My Brain is Hanging Upside Down (Bonzo Goes to Bitburg)" b/w "Street Fighting Man" | Animal Boy                |
| 1986 | "Somebody Put Something in My Drink" b/w "Animal Boy"                               | Animal Boy                |
| 1986 | "Something to Believe In" b/w "Love Kills"                                          | Animal Boy                |
| 1986 | "Crummy Stuff" b/w "She Belongs to Me"                                              | Animal Boy                |
| 1987 | "A Real Cool Time" b/w "Life Goes On"                                               | Halfway to Sanity         |
| 1987 | "I Wanna Live" b/w "Merry Christmas (I Don't Want to Fight Tonight)"                | Halfway to Sanity         |
| 1989 | "Pet Sematary" b/w "All Screwed Up"                                                 | Brain Drain               |
| 1989 | "I Believe in Miracles" b/w "Zero Zero UFO"                                         | Brain Drain               |
| 1992 | "Poison Heart" b/w "Censorshit"                                                     | Mondo Bizarro             |
| 1992 | "Strength to Endure" b/w "The Ballad of Tipper Gore"                                | Mondo Bizarro             |
| 1993 | "Touring" b/w "Cabbies on Crack"                                                    | Mondo Bizarro             |
| 1993 | "Journey to the Center of the Mind" b/w "Surfin' Safari"                            | Acid Eaters               |
| 1993 | "Substitute" b/w "Can't Seem to Make You Mine"                                      | Acid Eaters               |
| 1994 | "7 and 7 Is" b/w "Out of Time"                                                      | Acid Eaters               |
| 1995 | "I Don't Want to Grow Up" b/w "R.A.M.O.N.E.S."                                      | -                         |